# Gefahrengebiet (Polizeirecht)
Ein Gefahrengebiet ist nach dem Hamburger Polizeirecht ein Gebiet im öffentlichen Raum, in dem „aufgrund von konkreten Lageerkenntnissen anzunehmen ist, dass in diesem Gebiet Straftaten von erheblicher Bedeutung begangen werden“. In diesem Gebiet kann die Polizei Hamburg bestimmte polizeiliche Standardmaßnahmen durchführen, ohne im Einzelfall prüfen zu müssen, ob eine Gefahr für die öffentliche Sicherheit und Ordnung vorliegt.
Obwohl das OVG Hamburg die Eingriffsgrundlage in einem obiter dictum für verfassungswidrig hielt, hält die Polizei Hamburg weiterhin an der Maßnahme fest. Ende April 2016 gab der Hamburger Senat bekannt, dass die Regelungen zum Jahresende 2016 abgeschafft werden und durch gefährliche Orte mit strikteren Vorgaben für Polizeikontrollen ersetzt werden sollen.
Jeder in diesem Gebiet kann durchsucht werden; Polizisten können damit ohne weitere Voraussetzungen
- Personen kurzfristig anhalten,
- sie befragen,
- ihre Identität feststellen und
- mitgeführte Sachen in Augenschein nehmen.

Bei der Einrichtung eines Gefahrengebiets handelt es sich um eine Maßnahme zur vorbeugenden Bekämpfung schwerer Straftaten. Innerhalb eines Gefahrengebiets wird für die beschriebenen Maßnahmen auf das Vorliegen einer Gefahr verzichtet. Davon sind Maßnahmen der Strafverfolgung zu unterscheiden, bei denen keine Gefahr, sondern ein Verdacht vorliegen muss.
In anderen Bundesländern bestehen ähnliche Regelungen.

## Rechtsgrundlage
Die Ermächtigungsgrundlage für Gefahrengebiete ist § 4 Absatz 2 Satz 1 des Gesetzes über die Datenverarbeitung der Polizei (PolDVG). Die CDU-geführte Bürgerschaft und der Senat von Beust II mit Innensenator Udo Nagel und Justizsenator Roger Kusch führten die Vorschrift durch das Gesetz zur Erhöhung der Sicherheit und Ordnung vom 16. Juni 2005 ein:
Das Gesetz sieht damit nach seinem Wortlaut keine Einrichtung von Gefahrengebieten durch die Polizei vor, sondern stellt auf tatsächlich bestehende gefährdete Bereiche ab. Vor diesem Hintergrund ist die Einrichtung eines Gefahrengebiets eher als Feststellung zu verstehen, dass die Voraussetzungen der Vorschrift an einem bestimmten Ort aus Sicht der Polizei vorliegen.

### Charakter der Maßnahme
Das Gefahrengebiet wird von der Polizei in Form einer internen Weisung eingerichtet. Es liegt keine Allgemeinverfügung vor, da die Polizei die Einrichtung eines Gefahrengebiets in der Regel nicht bekannt gibt. Eine richterliche Anordnung ist nicht erforderlich. Die Maßnahme muss nicht zeitlich befristet sein und kann andauern, solange sie durch konkrete Lageerkenntnisse begründet ist. Diese Voraussetzung stellt das Gesetz durch das Tatbestandsmerkmal der Erforderlichkeit auf.

## Erfasste Maßnahmen
Die Polizei kann in einem Gefahrengebiet auch ohne Vorliegen einer Gefahr Personen kurzfristig anhalten, sie befragen, ihre Identität feststellen und mitgeführte Sachen in Augenschein nehmen.

### Inaugenscheinnahme
Im Gefahrgebiet dürfen ohne Vorliegen einer Gefahr mitgeführte Sachen in Augenschein genommen werden. Diese Inaugenscheinnahme beschränkt sich auf die Betrachtung der mitgeführten Sachen. Sie umfasst nicht das Abtasten (die körperliche Durchsuchung) oder den Einsatz von Detektoren oder Spürhunden. Es ist jedoch zum Beispiel zulässig, mit einer Taschenlampe in einen dunklen Rucksack hineinzuleuchten und hineinzugreifen, um ein Tuch beiseite zu ziehen und nachzusehen, ob ein gefährlicher Gegenstand darunter verborgen ist.

### Weitere Maßnahmen
Weitere Maßnahmen sind aufgrund einer sonstigen allgemeinen polizeirechtlichen Ermächtigungsgrundlage möglich, sofern deren Tatbestandsvoraussetzungen erfüllt sind. Dazu gehört in jedem Fall, dass eine Gefahr für die öffentliche Sicherheit und Ordnung vorliegen muss. Dazu zählen beispielsweise die körperliche Durchsuchung, ein Platzverweis, ein Aufenthaltsverbot oder der Polizeigewahrsam. Diese weiteren Maßnahmen sind jedoch nicht spezifisch für ein Gefahrengebiet.

## Entstehungsgeschichte

### Gesetzentwurf der SPD-Fraktion
Die SPD-Fraktion in der Hamburgischen Bürgerschaft hatte am 27. Oktober 2004 den Gesetzentwurf Sicher im Rechtsstaat – Novellierung des Hamburgischen SOG und PolDVG eingebracht, mit dem eine ganze Reihe gefahrenabwehrrechtlicher Vorschriften geändert oder ergänzt werden sollten. Einer der Kernpunkte der Novellierung war „die Klarstellung der Möglichkeiten für verdachtsunabhängige Kontrollen an bestimmten Orten“. So sah der Entwurf die Einfügung einer Regelung vor, die der Polizei eine Identitätsfeststellung einer Person erlauben sollte, „wenn sie sich an einem Ort befindet, bei dem es sich nach ortsbezogenen Lagebeurteilungen der Polizei um einen Kriminalitätsbrennpunkt handelt.“

Die verdachtsunabhängigen Kontrollen sollten sich ausschließlich auf Identitätsfeststellungen der Personen beschränken und sollten die bestehenden Rechtsgrundlagen ergänzen, weil sich diese als „nicht hinreichend praktikabel“ erwiesen hätten. Den „Kriminalitätsbrennpunkt“ definierte der Gesetzentwurf als einen Ort, bei dem sich die Kriminalitätsbelastung deutlich von der anderer Orte abheben sollte. Der Ort sollte eine erheblich über dem Durchschnitt liegende Kriminalität aufweisen, wobei gerade nicht Straftaten von erheblicher Bedeutung, sondern bereits niedrigschwellige Delikte Voraussetzung wären. Insgesamt sei dieses Instrument „richtig, notwendig und ausreichend.“
Später konkretisierte und präzisierte die SPD-Fraktion den entscheidenden Passus um die lageabhängigen Kontrollen und präsentierte eine überarbeitete Fassung, die die Identitätsfeststellung einer Person erlauben sollte, „wenn diese sich an einem Ort befindet, dessen Kriminalitätsbelastung sich nach ortsbezogenen Lagebeurteilungen der Polizei deutlich von der an anderen Orten abhebt (Kriminalitätsbrennpunkt).“

### Gesetzentwurf des CDU-Senates
Der CDU-Senat unter Ole von Beust legte zwei Monate später, am 14. Dezember 2004, einen eigenen Entwurf eines Gesetzes zur Erhöhung der öffentlichen Sicherheit in Hamburg vor, der ebenfalls eine Reihe von Änderungen der bestehenden Gefahrenabwehrgesetze enthielt. Die lageabhängigen Kontrollen fanden sich zwar im Text des Gesetzentwurfs, als Schwerpunkt führte der Senat dieses Instrumentarium angesichts der umfassenden Änderungen und Ergänzungen des Regelwerks jedoch nicht an. Sie waren weiter gefasst als im Entwurf der SPD-Fraktion, so sollten aufgrund konkreter Lageerkenntnisse kurzfristiges Anhalten, Befragen, Identitätsfeststellungen und Inaugenscheinnahme der mitgeführten Gegenstände möglich sein.
Als Gründe für die Einführung der lageabhängigen Kontrolle nannte der Senat im Wesentlichen zwei Gründe: zum einen die Kontrolle von Verkehrswegen und öffentlichen Räumen, um Gefahren durch überregional agierende Tätergruppen und die organisierte Kriminalität zu unterbinden, die Hamburg als Verkehrsknotenpunkt zwischen Nord-, Ost- und Mitteleuropa nutzten; zum anderen bei besonderen Entwicklungen in einzelnen Stadtgebieten, beispielsweise Einbruchsserien oder besondere Ausprägungen der Gewaltkriminalität. Die Identitätsfeststellung diene in erster Linie dazu, eine von der kontrollierten Person möglicherweise ausgehende Gefahr zu beseitigen und durch Aufhebung der Anonymität Personen zum Verzicht bestimmter Aktivitäten zu veranlassen.

### Innenausschussberatungen
Die Bürgerschaft überwies die beiden Gesetzentwürfe in den federführenden Innenausschuss, der in gemeinsamen Sitzungen mit dem mitberatenden Rechtsausschuss am 18. Februar, 24. Februar, 30. März, 5. April, 19. April und 17. Mai 2005 über die Gesetzentwürfe diskutierte.

Im Rahmen dieser Sitzungen sind der Hamburgische Datenschutzbeauftragte Hartmut Lubomierski und die Hamburger Generalstaatsanwaltschaft um eine Stellungnahme gebeten worden. Beide Institutionen äußerten keine Bedenken hinsichtlich der lageabhängigen Kontrolle. Ein durch die SPD-Fraktion angefordertes Rechtsgutachten des Münchener Polizeipräsidenten Wilhelm Schmidbauer zum Gesetzentwurf des Senates ergab weder rechtliche noch verfassungsrechtliche Bedenken.
Während der Ausschusssitzungen kritisierte der Hamburgische Datenschutzbeauftragte den Begriff „Lageerkenntnisse“ als zu schwammig. Zur Beschränkung verdachtsunabhängiger Kontrollen auf das erforderliche Maß müssten die Anforderungen an die Lageerkenntnisse und das hierfür maßgebliche Verfahren gesetzlich präzisiert werden. Nach seinem Verständnis müssten sich Bürger darauf verlassen können, dass keine polizeilichen Maßnahmen gegen sie ergriffen würden, wenn sie keinen Anlass dazu gäben. Die Lageerkenntnisse müssten dokumentiert und die Erforderlichkeit der lageabhängigen Kontrollen überprüfbar gemacht werden.
Die SPD-Abgeordneten schlossen sich dieser Auffassung an und kritisierten ebenfalls den Begriff der „Lageerkenntnisse“. Der Begriff müsse konkretisiert werden, um das Verfahren sicherer und für die Bürger transparenter zu machen. Für die SPD-Abgeordneten war der Entwurf des Senates zu weit gefasst. Denn über die bloße Befragung zur Identität hinaus sollte nach dem Senatsentwurf auch die Mitnahme zur Polizeidienststelle möglich sein, falls die betroffene Person keine Ausweispapiere bei sich führe oder die Angaben zur Person verweigere.
Die GAL-Abgeordneten schlossen sich ebenfalls den Ausführungen des Hamburgischen Datenschutzbeauftragten an. Sie kritisierten, dass es für den Einzelnen unabsehbar sei, wie und wann er in solche verdachtsunabhängigen Kontrollen mit nicht unerheblichen Folgen gerate. Außerdem kritisierten sie, dass die Nachschau bei Berufsgeheimnisträgern den Schutz zwischen Anwalt und Mandat gefährde.
Eine Empfehlung des Innenausschusses, die Regelung der lageabhängigen Kontrollen einzuschränken oder zu ergänzen, gab es nicht.

### Plenarsitzung
Die Bürgerschaft beriet am 8. Juni 2005 über das Gesetz und beschloss es mit der Mehrheit der CDU-Abgeordneten in erster und zweiter Lesung bei 60:52 Stimmen.
Der damalige CDU-Abgeordnete Christoph Ahlhaus und der SPD-Abgeordnete Andreas Dressel gingen in ihren jeweiligen Reden nicht auf die lageabhängigen Kontrollen ein.
Antje Möller von der GAL äußerte sich hingegen dezidiert: Man könne sich nicht auf die Polizei verlassen, dass diese im Rahmen weit gefasster Gesetze eine Rechtsgüterabwägung vornehme, dies sei Aufgabe des Gesetzgebers. Dieses Gesetz eröffne politischer Willkür Tür und Tor. Nach dieser Regelung sei zunächst einmal grundsätzlich jeder verdächtig. Der größte Teil der Daten, die die Polizei erhebe, betreffe völlig unbeteiligte Personen. Der Senat wolle entgegen fachlich-sachlichen Aspekten das schärfste Gesetz der Republik.
Der Senat, vertreten durch den damaligen Innensenator Udo Nagel, ging ebenfalls dezidiert auf die lageabhängigen Kontrollen ein. Er verwies zunächst darauf, dass die Sachverständigenanhörungen in den Sitzungen des Innenausschusses bestätigt hätten, dass das Gesetz allen Anforderungen gerecht würde. Es gehe eben nicht darum, dass die Polizei künftig jeden Bürger an jedem Ort anhalten könne, sondern dies sei nur in bestimmten polizeilichen Lagen möglich wie beispielsweise bei Einbruchsserien, bei Häufungen von Gewaltdelikten oder bei Streitigkeiten unter Jugendgruppen.
Im gesamten Gesetzgebungsverfahren ist nur von „verdachtsunabhängigen“ oder „lageabhängigen Kontrollen“ die Rede. Der Begriff „Gefahrengebiet“ findet sich nicht.

## Geplante Gesetzesänderung 2016: „Gefährliche Orte“
Im Koalitionsvertrag des rot-grünen Senats Scholz II wurde die Prüfung auf „Anpassungsbedarf im Hinblick auf die Rechtsgrundlage aus § 4 Abs. 2 PolDVG“ festgehalten. Ende April 2016 stellten Innensenator Andy Grote und Justizsenator Till Steffen eine geplante Gesetzesänderung vor. So soll die Errichtung von Gefahrengebieten ab 2017 nicht mehr möglich sein. Stattdessen soll die Polizei „gefährlichen Orte“ festlegen und dort bestimmte polizeiliche Maßnahmen durchführen können. Dazu gehören die Identitätsfeststellung und die Untersuchung mitgeführter Sachen. Eine Erweiterung der bisherigen Kompetenzen liegt in der Erlaubnis, auch den Inhalt von Taschen zu untersuchen, sofern „tatsächliche Anhaltspunkte dies erforderlich machen“. Flächendeckende Personenkontrollen sollen nicht mehr möglich sein. Im gleichen Zug sollen die Waffenverbotszonen auf der Reeperbahn und auf dem Hansaplatz, die im Juni 2016 auslaufen sollten, um vier Jahre bis 2020 verlängert werden.

## Anwendung in der Praxis
Gefahrengebiete als polizeirechtliche Sonderzonen werden in Hamburg seit 1995 eingerichtet, begründet werden sie mit bestimmten Lageerkenntnissen der Polizei. Bis 2014 war dies in unterschiedlichen Stadtteilen und mit variierender Dauer 51-mal der Fall. Die Praxis wird unterschiedlich bewertet und insbesondere aufgrund der Ausweisung des Gefahrengebiets St. Pauli/Sternschanze/Altona im Januar 2014 kontrovers diskutiert.
Drei Gefahrengebiete – eines in St. Georg, zwei in St. Pauli – bestehen dauerhaft, dabei sind die Bereiche östlich des Hauptbahnhofs bereits 1995 und das Umfeld der Reeperbahn 2001 aufgrund von Erkenntnissen zur Drogenkriminalität unter dem Titel Gefahrenorte eingerichtet worden. Das dritte, ebenfalls im Umfeld der Reeperbahn, aber mit dem älteren nicht deckungsgleich, existiert unter dem Namen St. Pauli (Vergnügungsviertel) seit dem 1. Juli 2005 und wird mit Lageerkenntnissen zu Gewaltdelikten begründet. Flächenmäßig zieht es sich bis zum Bahnhof Holstenstraße in Altona.
Bei der Ausweisung von Gefahrengebieten werden bestimmte Zielgruppen festgelegt, die lageabhängig kontrolliert werden können.

### Gefahrengebiete
Nachfolgend sind die ehemaligen und noch bestehenden Gefahrengebiete aufgelistet. In Klammern sind die konkreten Lageerkenntnisse aufgeführt.
1995
- St. Georg seit dem 1. Juni 1995 (Drogenkriminalität)

1997
- Sternschanze vom 14. Juli 1997 bis zum 24. Februar 2009 (Drogenkriminalität)

2001
- St. Pauli seit dem 1. April 2001 (Drogenkriminalität)

2002
- Altona/Ottensen vom 18. Februar 2002 bis 11. Juni 2008 (Drogenkriminalität)

2004
- Südlicher Hauptbahnhof vom 21. April 2004 bis 19. September 2006 (Drogenkriminalität)
- Jungfernstieg/Rathausmarkt vom 21. April 2004 bis 19. September 2006 (Drogenkriminalität)
- S-Bahnhof Veddel vom 25. Mai 2004 bis 22. Dezember 2005 (Drogenkriminalität)
- Stadtpark vom 25. Mai 2004 bis 18. November 2005 (Drogenkriminalität)
- Lübecker Straße vom 16. August 2004 bis 13. September 2006 (Drogenkriminalität)
- Rathaus Harburg vom 16. August 2004 bis 10. April 2008 (Drogenkriminalität)
- Seevepassage/Moorstraße vom 16. August 2004 bis 10. April 2008 (Drogenkriminalität)

2005
- ÖPNV S21/S31 zwischen Hauptbahnhof und Elbgaustraße vom 25. Mai 2005 bis 2. April 2007 (Drogenkriminalität)
- St. Pauli seit dem 1. Juli 2005 (Vergnügungsviertel)
- Jenfeld/Hohenhorst/Rahlstedt vom 5. August 2005 bis 14. Februar 2007 (Diebstähle an und aus Kraftfahrzeugen)
- Othmarschen/Ottensen/südliches Bahrenfeld vom 9. August 2005 bis 28. Dezember 2005 (Diebstähle an und aus Kraftfahrzeugen)
- Nobistor/Königstraße/Holstenstraße vom 15. September 2005 bis 7. November 2005 (Körperverletzungen)

2006
- Eilbeker Bürgerpark/Wartenau vom 4. Januar 2006 bis 14. August 2008 (Drogenkriminalität)
- Mümmelmannsberg vom 16. Februar 2006 bis 24. April 2006 (Diebstähle an und aus Kraftfahrzeugen)
- Billstedt und Horn vom 22. Februar 2006 bis 21. Februar 2007 (Diebstähle an und aus Kraftfahrzeugen)
- Wilhelmsburg vom 24. April 2006 bis 22. Mai 2006 (Sachbeschädigung durch Feuer)
- Umfeld des Volksparkstadions vom 8. Juni 2006 bis 10. Juli 2006 (Fußball-Weltmeisterschaft 2006)
- Bergedorf vom 8. Juni 2006 bis 10. Juli 2006 (Fußball-Weltmeisterschaft 2006)
- Hamburger Innenstadt vom 8. Juni 2006 bis 10. Juli 2006 (Fußball-Weltmeisterschaft 2006)
- Millerntorstadion und Heiligengeistfeld vom 8. Juni 2006 bis 10. Juli 2006 (Fußball-Weltmeisterschaft 2006)
- Nettelnburg/Neuallermöhe vom 5. Dezember 2006 bis 27. September 2009 (Gewaltdelikte)

2007
- U-Bahnhof Volksdorf vom 5. März 2007 bis 6. März 2007 (Gewaltkriminalität im Zusammenhang mit Diskothekenveranstaltungen)
- U-Bahnhof Volksdorf vom 12. März 2007 bis 13. März 2007 (Gewaltkriminalität im Zusammenhang mit Diskothekenveranstaltungen)
- U-Bahnhof Volksdorf vom 14. Mai 2007 bis 15. Mai 2007 (Gewaltkriminalität im Zusammenhang mit Diskothekenveranstaltungen)
- Innenstadt vom 25. Mai 2007 bis 10. Juni 2007 (ASEM/G8-Gipfel)
- Schanzenviertel vom 25. Mai 2007 bis 10. Juni 2007 (ASEM/G8-Gipfel)
- Stadionumfeld St. Pauli vom 25. Mai 2007 bis 26. Mai 2007 (ASEM/G8-Gipfel)
- Schanzenviertel/Wasserturm vom 11. Juni 2007 bis 13. Juli 2007 (Allgemeine Kriminalität/Eröffnung des Mövenpick-Hotels)
- U-Bahnhof Volksdorf vom 16. Juli 2007 bis 17. Juli 2007 (Gewaltkriminalität im Zusammenhang mit Diskothekenveranstaltungen)
- U-Bahnhof Volksdorf vom 18. Juli 2007 bis 19. Juli 2007 (Gewaltkriminalität im Zusammenhang mit Diskothekenveranstaltungen)
- U-Bahnhof Volksdorf vom 23. Juli 2007 bis 24. Juli 2007 (Gewaltkriminalität im Zusammenhang mit Diskothekenveranstaltungen)
- U-Bahnhof Volksdorf vom 25. Juli 2007 bis 26. Juli 2007 (Gewaltkriminalität im Zusammenhang mit Diskothekenveranstaltungen)
- U-Bahnhof Volksdorf vom 30. Juli 2007 bis 31. Juli 2007 (Gewaltkriminalität im Zusammenhang mit Diskothekenveranstaltungen)
- U-Bahnhof Volksdorf vom 6. August 2007 bis 7. August 2007 (Gewaltkriminalität im Zusammenhang mit Diskothekenveranstaltungen)
- U-Bahnhof Volksdorf vom 13. August 2007 bis 14. August 2007 (Gewaltkriminalität im Zusammenhang mit Diskothekenveranstaltungen)
- U-Bahnhof Volksdorf vom 20. August 2007 bis 21. August 2007 (Gewaltkriminalität im Zusammenhang mit Diskothekenveranstaltungen)
- U-Bahnhof Volksdorf vom 22. Oktober 2007 bis 23. Oktober 2007 (Gewaltkriminalität im Zusammenhang mit Diskothekenveranstaltungen)
- Innenstadt vom 15. Dezember 2007 bis 16. Dezember 2007 (Versammlung mit einem prognostisch gewaltsamen Verlauf)
- Umfeld des Volksparkstadions vom 20. Dezember 2007 bis 21. Dezember 2007 (UEFA-Cup-Spiel)

2008
- Billstedt/Horn-Nord vom 19. Juni 2008 bis 24. September 2008 (Haus- und Wohnungseinbruch, Diebstahl)
- Öjendorf/Kirchsteinbek vom 19. Juni 2008 bis 21. Oktober 2008 (Körperverletzung, Tageswohnungseinbruch, Diebstahl an und aus Kraftfahrzeugen)
- HafenCity vom 2. Oktober 2008 bis 5. Oktober 2008 (Feierlichkeiten zum Tag der Deutschen Einheit)

2009
- im Schanzenviertel vom 25. Februar 2009 bis 11. Juni 2009 (Drogenkriminalität)
- in St. Pauli Nord vom 25. Februar 2009 bis 11. Juni 2009 (Drogenkriminalität)
- Lurup vom 6. April 2009 bis 9. Juni 2009 (Sachbeschädigung durch Feuer an Kraftfahrzeugen)
- Osdorf vom 6. April 2009 bis 9. Juni 2009 (Sachbeschädigung durch Feuer an Kraftfahrzeugen)

2012
- Umfeld Millerntorstadion am 22. April 2012 von 9 bis 20 Uhr (Fußballspiel 2. Bundesliga FC St. Pauli gegen Hansa Rostock)
- Sternschanze/St. Pauli vom 25. August 2012, 23 Uhr bis 26. August 2012, 5 Uhr (Schanzenfest)

2013
- Sternschanze vom 1. Juni 2013 bis 16. Oktober 2013 (Drogenkriminalität)
- Innenstadt am 21. Dezember 2013 (im Zusammenhang mit den Demonstrationen in Hamburg am 21. Dezember 2013)

2014
- St. Pauli, Sternschanze, teilweise Altona-Altstadt vom 4. Januar 2014 bis 13. Januar 2014 (Ausschreitungen im Bereich der Polizeikommissariate 15, 16 und 21 sowie im Schanzenviertel, St. Pauli und Altona)

## Rechtmäßigkeit der Regelung
2011 klagte eine Betroffene, deren Identität in einem Gefahrengebiet festgestellt und deren Tasche in Augenschein genommen wurde, wegen des Verstoßes gegen das grundgesetzlich verbürgte Recht auf informationelle Selbstbestimmung gegen die Rechtsgrundlage. Das Verwaltungsgericht Hamburg stellte daraufhin im Urteil vom 2. Oktober 2012 fest, dass die Vorschrift „ein formell und materiell verfassungsgemäßes Gesetz“ sei. Das Gericht begründete sein Urteil unter anderem damit:
„Das Ziel der Steigerung der öffentlichen Sicherheit durch die vorbeugende Bekämpfung von Straftaten von erheblicher Bedeutung ist als legitim anzusehen. Auch das Mittel, potentielle Störer durch die Herauslösung aus ihrer Anonymität von der Begehung von Straftaten abzuhalten sowie durch den Datenabgleich und die Inaugenscheinnahme mitgeführter Sachen eine eventuell bestehende Gefahr zu erkennen und ggf. Folgemaßnahmen einzuleiten, ist legitim. […] Das Gesetz schafft nach Ansicht der Kammer auch einen gerechten Ausgleich zwischen den widerstreitenden Interessen – dem Recht auf informationelle Selbstbestimmung auf der einen Seite und dem Schutz vor Straftaten von erheblicher Bedeutung auf der anderen Seite.“
Der Hamburgische Datenschutzbeauftragte Johannes Caspar gab im April 2014 eine „datenschutzrechtliche Bewertung“ des im Januar 2014 in Altona ausgewiesenen Gefahrengebiets heraus. Dieses Kurzgutachten prüft die polizeirechtliche Vorschrift auf ihre Grundrechtskonformität und Verfassungsprinzipien. Es äußert Bedenken hinsichtlich der Verfassungsmäßigkeit hinsichtlich des Vorbehalts des Gesetzes, der Bestimmtheit und der Verhältnismäßigkeit der Vorschrift. Insbesondere die Größe des Gefahrengebiets und die dünne Erkenntnislage der Polizei könnten die vorgenommenen Eingriffe in die informationelle Selbstbestimmung einer großen Zahl von Menschen nicht rechtfertigen. Darüber hinaus sei die anlasslose Speicherung der Daten der kontrollierten Personen für die Dauer von drei Monaten unverhältnismäßig.
Mit Urteil vom 13. Mai 2015 entschied das Hamburgische Oberverwaltungsgericht über die Berufung gegen das Urteil des Verwaltungsgerichts Hamburg vom 2. Oktober 2012. Es bestätigte die Entscheidung insofern, dass das Aufenthaltsverbot und die Ingewahrsamnahme der Klägerin rechtswidrig gewesen seien. Darüber hinaus seien aber auch die Identitätsfeststellung und die Kontrolle des Rucksacks der Klägerin rechtswidrig gewesen. Die Vorschrift des § 4 Abs. 2 PolDVG sei verfassungswidrig: In der Pressemitteilung des Gerichts heißt es: „[Die Vorschrift] verstoße gegen das rechtsstaatliche Bestimmtheitsgebot und gegen den Grundsatz der Verhältnismäßigkeit. Sie gebe zum einen nicht klar genug die Voraussetzungen für die Ausweisung eines Gefahrengebiets vor. Vielmehr bleibe es weitgehend der Polizei überlassen zu entscheiden, ob und für wie lange ein Gefahrengebiet ausgewiesen und dort Personen verdachtsunabhängig überprüft werden könnten. Das Gesetz erlaube zum anderen Eingriffsmaßnahmen von erheblichem Gewicht zur Abwehr bloß abstrakter Gefahren und gegenüber Personen, ohne dass diese zuvor einen konkreten Anlass für eine gegen sie gerichtete polizeiliche Maßnahme gegeben haben müssen. Die hiermit verbundene Belastung sei nicht angemessen.“ Das Urteil ist rechtskräftig.

## Ähnliche Regelungen in anderen Bundesländern
In anderen Bundesländern gibt es eine ähnliche Polizeipraxis, die sich jedoch nicht auf „Gebiete“ im öffentlichen Raum, sondern auf besondere „Orte“ bezieht, an denen Straftaten begangen werden sollen, wie es in Hamburg auch in § 4 Abs. 1 Nr. 2 lit. a) PolDVG geregelt ist. Der Hamburger Senat beschreibt den Unterschied der Gefahrengebiets-Regelung zu dieser Vorschrift folgendermaßen: „Der Unterschied zu der Regelung in Absatz 1 Nummer 2 a) besteht einerseits in der Beschränkung auf den öffentlichen Raum, andererseits im Verzicht auf den engen Ortsbezug.“
- Bayern (Art. 13 Absatz 1 Nummer 2 Polizeiaufgabengesetz)
- Berlin: „kriminalitätsbelastete Orte“ (bis 2002: „gefährliche Orte“) (§ 21 Absatz 2 Nummer 1, § 34 Absatz 2 Nummer 2 und § 35 Absatz 2 Nummer 2 Allgemeines Sicherheits- und Ordnungsgesetz)
- Bremen: „Gefahrenorte“ (§ 11 Absatz 1 Nummer 2 Bremisches Polizeigesetz)
- Hessen (§ 18 Absatz 2 Nr. 1 Hessisches Gesetz über die öffentliche Sicherheit und Ordnung)
- Nordrhein-Westfalen (§ 12 Polizeigesetz des Landes Nordrhein-Westfalen)
- Rheinland-Pfalz (§ 10 Absatz 1 Satz 2 Polizei- und Ordnungsbehördengesetz)
- Sachsen: bis Ende 2019 (§ 19 Abs. 1 Nr. 2 Polizeigesetz des Freistaates Sachsen) „Kriminalitätsbrennpunkte“ bzw. „verrufene Orte“. Danach z. B. der „Kontrollbereich“ nach § 15 SächsPVDG (Sächsisches Polizeivollzugsdienstgesetz)
- Sachsen-Anhalt: (§ 20 Abs. 2 Nr. 1 Gesetz über die öffentliche Sicherheit und Ordnung des Landes Sachsen-Anhalt) „gefährliche Orte“

Peter Ullrich und Marco Tullney definieren die Gemeinsamkeit dieser Vorschriften folgendermaßen: „Im Kern ermächtigt diese Rechtskonstruktion zur verdachts-, beziehungsweise anlasslosen Identitätsfeststellung in bestimmten Räumen, die mit Straftaten in Verbindung gebracht werden oder aus sonstigen Gründen einem besonderen Kontrollinteresse unterliegen.“